# 汪永錫
汪永錫（？—1782年），字德園、一字孝傳，浙江省杭州府錢塘縣（今浙江省杭州市）人，清朝政治人物。進士出身。

## 生平
乾隆十九年，登進士，改庶吉士。乾隆二十二年，授翰林院編修。乾隆二十四年，任上書房行走。次年，擔任會試同考官。乾隆二十九年，任日講起居注官。乾隆三十年，任江西鄉試副考官。乾隆三十一年，擔任會試同考官。后升任侍講學士、翰林院侍讀學士。乾隆三十八年，任詹事府詹事。乾隆四十年，任內閣學士兼禮部侍郎。乾隆四十二年，任山東鄉試正考官；同年改江西學政。乾隆四十六年，任武會試正考官。